# Bolsi
Bolsi (auch: Bolsi I, Bolssi) ist ein Dorf in der Landgemeinde Torodi in Niger.

## Geographie
Das Dorf befindet sich rund 65 Kilometer nordwestlich des urbanen Zentrums von Torodi, des Hauptorts der gleichnamigen Landgemeinde und des gleichnamigen Departements Torodi, das zur Region Tillabéri gehört. Zu den Siedlungen in der näheren Umgebung von Bolsi zählen Alfassi im Nordwesten, Bossey Bongou im Nordosten, Mamassi im Osten sowie Kakou, Déba und Kokoloko im Südwesten.
Bolsi liegt auf einer Höhe von 243 m. Das Dorf ist Teil der Übergangszone zwischen Sahel und Sudan. Die durchschnittliche jährliche Niederschlagsmenge beträgt hier zwischen 500 und 600 mm.

## Geschichte
Bolsi wurde zu Beginn des 17. Jahrhunderts von Gourmantché besiedelt, die aus Namaro von Songhai verdrängt worden waren.
Untersuchungen in den 1960er Jahren zufolge trat im Einzugsgebiet des Flusses Sirba nahe der Staatsgrenze die vernachlässigte tropische Krankheit Onchozerkose gehäuft auf. Auch das Dorf Bolsi war davon betroffen.
Die Region Tillabéri und insbesondere das Departement Torodi waren ab 2019 verstärkt der Gefährdung durch nichtstaatliche bewaffnete Gruppen ausgesetzt. Diese äußerte sich in Angriffen, Morden, Entführungen, Plünderungen und Einschüchterungen. Anfang 2021 kam eine solche Gruppe nach Bolsi, um den diensthabenden Sanitäter zur Krankenbehandlung heranzuziehen. Da dieser abwesend war, forderten die Angreifer die Bevölkerung auf, bis zu ihrer Rückkehr das Dorf zu verlassen. Drei Tage später hatten die Einwohner dem nicht Folge geleistet, woraufhin die Kriminellen zehn Menschen aus dem Dorf, vor allem Buben, entführten. Attacken bewaffneter Gruppen auf mehrere Dörfer lösten im Februar 2022 eine Fluchtbewegung von über 2000 Menschen aus Bolsi und 14 weiteren Siedlungen in der Gegend in den Departementshauptort Gothèye aus. Mitglieder der Terrororganisation Dschamāʿat Nusrat al-Islām wa-l-Muslimīn töteten am 13. Mai 2022 in Bolsi fünf Personen, darunter den Ortsvorsteher. Daraufhin flohen erneut Dorfbewohner aus Bolsi in andere Orte.

## Bevölkerung
Bei der Volkszählung 2012 hatte Bolsi 1768 Einwohner, die in 175 Haushalten lebten. Bei der Volkszählung 2001 betrug die Einwohnerzahl 1461 in 155 Haushalten und bei der Volkszählung 1988 belief sich die Einwohnerzahl auf 921 in 102 Haushalten.

## Wirtschaft und Infrastruktur
In Bolsi wird ein Wochenmarkt abgehalten. Hier werden unter anderem Kalebassen gehandelt, die in der Umgebung des Dorfes hergestellt werden. Der Markttag ist Donnerstag. Mit einem Centre de Santé Intégré (CSI) ist ein Gesundheitszentrum im Ort vorhanden. Es gibt eine Schule.